# 19-та армія (Третій Рейх)
19-та а́рмія (нім. 19. Armee) — польова армія Вермахту часів Другої світової війни.

## Історія

### ІІ світова війна
19-та польова армія (нім. 19. Armee) була сформована 26 серпня 1943 року шляхом переформування армійської групи «Фельбер» (83-й армійський корпус) на території Південної Франції.
На військові формування 19-ї армії покладалися завдання оборони французького середземноморського узбережжя на випадок вторгнення військ союзників. У серпні 1944 армія вперше вступила в бойові дії з висадкою англо-американських морського та повітряного десантів в ході операції «Драгун».
У зв'язку з прийнятим рішенням щодо відведення Вермахту з півдня Франції армії переважно вела ар'єргардні бої з військами союзників та французьким рухом Опору у південній та центральній Франції, Воґезах, Ельзасі, на території Німеччини у Бадені Вюртемберзі. У січні-лютому 1945 року 19-та армія зазнала нищівної поразки у Кольмарській операції, коли основні сили об'єднання потрапили в оточення біля міста Кольмар.
Після переформування та доукомплектування поспішно сформованими частинами з числа фольксштурмовців та другорядних формувань, що комплектувалися обмежено придатними резервістами, армія брала участь у підтримці операції «Нордвінд», наступі, що провалився в районі Страсбургу. У завзятих боях у Шварцвальді з французькою 1-ю армією армія була знов розгромлена й її рештки відступили в райони Штутгарта та Мюнзингену, де остаточно капітулювали американським військам у травні 1945. Формально капітуляція військ була прийнята командиром американського VI корпусу генералом Едвардом Бруксом 5 травня 1945 року в районі австрійського міста Інсбрук.

## Командування

### Командувачі
- генерал від інфантерії Георг фон Зоденштерн (нім. Georg von Sodenstern) (26 серпня 1943 — 29 червня 1944);
- генерал від інфантерії Фрідріх Візе (нім. Friedrich Wiese) (29 червня — 15 грудня 1944);
- генерал від інфантерії Зігфрід Расп (нім. Siegfried Rasp) (15 грудня 1944 — 26 лютого 1945);
- генерал від інфантерії Герман Ферч (нім. Hermann Foertsch) (26 лютого — 28 лютого 1945);
- генерал від інфантерії Ганс фон Обстфельдер (нім. Hans von Obstfelder) (1 березня — 26 березня 1945);
- генерал танкових військ Еріх Бранденбергер (нім. Erich Brandenberger) (26 березня — 5 травня 1945).

## Підпорядкованість
- Група армій «D» (нім. Heeresgruppe D) (26 серпня 1943 — 28 квітня 1944);
- Група армій «G» (нім. Heeresgruppe G) (28 квітня — 15 грудня 1944);
- Група армій «Верхній Рейн» (нім. Heeresgruppe "Oberrhein") (15 грудня 1944 — 30 січня 1945);
- Група армій «G» (30 січня — 6 травня 1945).

## Бойовий склад 19-ї армії
Формування забезпечення та підтримки
- 536-та комендатура тилу (Korück 536);
- 532-й армійський батальйон зв'язку (Armee-Nachrichten-Abteilung 532);
- 321-ше головне артилерійське командування (Höheres Arko 321).

- 4-й авіапольовий корпус (IV. Luftwaffen-Feldkorps);
- 356-та піхотна дивізія (356. Infanterie-Division).

- 4-й авіапольовий корпус;
- Група Кніесс (Gruppe Knieß);
- 715-та піхотна дивізія (715. Infanterie-Division).

- 4-й авіапольовий корпус;
- 62-й резервний корпус (LXII. Reserve-Korps);
- Група Кніесс;
- 157-ма резервна дивізія (157. Reserve-Division).

- 4-й авіапольовий корпус;
- 85-й армійський корпус (LXXXV. Armeekorps z.b.V.);
- 11-та танкова дивізія (11. Panzer-Division).

- 4-й авіапольовий корпус;
- 64-й армійський корпус (LXIV. Armeekorps);
- 66-й армійський корпус (LXVI. Armeekorps);
- 85-й армійський корпус.

- 4-й авіапольовий корпус;
- 64-й армійський корпус;
- 85-й армійський корпус.

- 63-й армійський корпус (LXIII. Armeekorps);
- 64-й армійський корпус;
- 90-й армійський корпус (LXXXX. Armeekorps).

- 63-й армійський корпус;
- 64-й армійський корпус.

- 18-й корпус СС (XVIII. SS-Armeekorps);
- 63-й армійський корпус;
- 64-й армійський корпус.

- 18-й корпус СС;
- 64-й армійський корпус;
- 80-й армійський корпус (LXXX. Armeekorps);
- 189-та піхотна дивізія (189. Infanterie-Division).

- 24-та армія
- 18-й корпус СС;
- 64-й армійський корпус;
- 80-й армійський корпус.